# Dawit Gamqrelidse

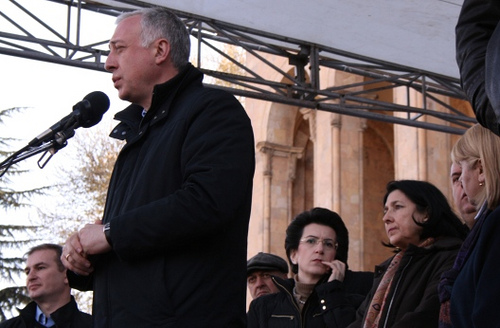
Dawit Gamqrelidse (2009)

Dawit Gamqrelidse (georgisch დავით გამყრელიძე; * 2. April 1965 in Tbilissi, Georgische SSR, UdSSR) ist ein georgischer Politiker. Der Kinderarzt ist seit 2003 Vorsitzender der Neuen Konservativen Partei  und seit April 2004 Fraktionsvorsitzender der Rechten Opposition und Oppositionsführer im georgischen Parlament.

## Leben
In seiner Jugend gehörte er zur georgischen Dissidentenszene. 1988 promovierte er an der Staatlichen Medizinischen Universität in Tiflis mit Auszeichnung, machte eine wechselvolle Karriere als Unternehmer und Politiker. Noch zu sowjetischen Zeiten (1990) gründete er Georgiens erste Versicherungsgesellschaft Aldagi. Sie wurde eines der größten privaten Unternehmen im Lande. 1998 wurde er in den Stadtrat von Tiflis gewählt, im Oktober 1999 für Eduard Schewardnadses Georgische Bürgerunion erstmals in das Georgische Parlament. Ein Jahr lang war er Vorsitzender des parlamentarischen Gesundheitsausschusses.
Am 17. September 2000 gründete Gamqrelidse mit zehn Parlamentskollegen eine oppositionelle Gruppe, die Neue Fraktion. Am 15. Juni 2001 gründete er die Neue Konservative Partei. Sie trug bei den Regionalwahlen im Juni 2002 einen überwältigenden Sieg davon, gewann landesweit über 40 Prozent der Stimmen. Nach zweijährigen Verhandlungen vereinigte sich die Neue Konservative Partei im März 2004 mit der Industriellenpartei zu einem konservativ orientierten Wahlbündnis und bildete die Parlamentsfraktion Rechte Opposition.
Gamqredlidse ist Mitglied der Parlamentarischen Versammlung der NATO sowie Mitbegründer und Vorsitzender der Vereinigung Georgien für die NATO, die sich als Lobby für eine baldige NATO-Mitgliedschaft Georgiens versteht. Er ist zugleich Vorstandsmitglied der georgischen Denkfabrik Partnerschaft für Soziale Initiativen (PSI), der Georgischen Versicherungsvereinigung und der Caucasus School of Business.
Gamqrelidse trat bei den vorgezogenen Präsidentschaftswahlen 2008 als Kandidat seiner Partei an. Die Kandidatur wurde von der Partei Die Industrie wird Georgien retten (Industrialisten) und der Nationaldemokratischen Partei unterstützt.
Nach der Niederlage der Rechten Opposition bei der Parlamentswahl in Georgien 2012 gab Gamqrelidse seinen Posten als Parteivorsitzender auf und zog sich aus der Politik zurück.
Gamqrelidse ist mit Dr. Marina Maditschi verheiratet. Sie haben zwei Kinder: Irakli und Nino.

## Schriften
- David Gamkrelidse: We Who Know That Evil Really Does Exist in the World. In: The Wall Street Journal (European Edition), 5. Juli 2002
- David Gamkrelidse: Georgia: At the Cusp of the Russian-American Relationship. 16. Dezember 2002